# Jan Berger (redemptorista)
Jan Berger (1816 Klečůvka – 25. nebo 26. ledna 1897 Hnojice) byl rakouský římskokatolický duchovní a politik české národnosti z Moravy; poslanec Moravského zemského sněmu.

## Biografie
Narodil se roku 1816 v Klečůvce. Roku 1843 byl vysvěcen na kněze. Působil jako kaplan v Želechovicích, od roku 1851 jako farář v Provodově, od roku 1856 v Pozlovicích, od roku 1882 coby děkan a farář v Hnojicích. Byl členem řádu redemptoristů. Měl titul papežského komořího, kněze jubiliára a arcibiskupského rady. Patřil mezi národně orientované duchovní. Byl starostou katolické politické jednoty olomoucko-šternberské.
V 60. letech se zapojil i do vysoké politiky. V zemských volbách v lednu 1867 byl zvolen na Moravský zemský sněm, za kurii venkovských obcí, obvod Uherský Brod, Valašské Klobouky, Vizovice. Zvolen zde byl i v krátce poté konaných zemských volbách v březnu 1867, zemských volbách 1870, zemských volbách v září 1871 a zemských volbách v prosinci 1871. Poslanecký slib skládal v únoru 1867 v češtině. Byl kandidátem Moravské národní strany (staročeské). Některé zdroje uvádějí, že poslancem byl jen do roku 1872. Během svého působení spolupodepsal coby zemský poslanec moravskou verzi státoprávní deklarace českých poslanců.
Zemřel v lednu 1897.